# Multilaterální dohoda
Multilaterální neboli mnohostranná dohoda je smlouva, kterou podepisuje tři či více smluvních stran. Často se toto pojmenování používá u vícestranné mezinárodní smlouvy.
Dalším druhem mezinárodní smlouvy je smlouva bilaterální. Tuto dohodu signují pouze dvě smluvní strany, nejčastěji státy. Bilaterální dohodou je i smlouva státu s mezinárodní organizací.
Multilaterální dohoda může být podepsána buď kolektivně za přítomnosti všech účastníků na jednom místě ve stejný čas, nebo postupně jednotlivými účastníky. Kolektivně byla podepsána například Charta OSN (přijata 26. 6. 1945, vstoupila v platnost 24. 10 1945) nebo Washingtonská smlouva o založení NATO (podepsána 4. 4. 1949, vstoupila v platnost 24. 8. 1949), postupným způsobem pak byla podepsána například Athénská přístupová smlouva k EU (podepsána 16. 4. 2003, vstoupila v platnost 1. 5. 2004). Díky Athénské smlouvě přistoupila Česká republika, Estonsko, Kypr, Maďarsko, Malta, Litva, Lotyšsko, Polsko, Slovinsko a Slovensko.
Mnohostranné smlouvy můžeme dále rozdělit na oblastní (regionální), sem můžeme zařadit dohody sjednávané v rámci Rady Evropy a tzv. smlouvy univerzální, například již zmiňovaná Charta OSN.
Tematické okruhy multilaterálních dohod jsou velmi rozmanité. Mezi nejvíce zásadní témata můžeme zařadit zejména otázky právní (např. spolupráce v oblasti kriminality – Meziamerická úmluva o výkonu trestních rozsudků v cizině, 9. 6. 1993), finanční (např. harmonizace v oblasti celnictví – Mezinárodní úmluva o zjednodušení a sladění celních režimů, 18. 5. 1973), otázky bezpečnosti (např. nyní velmi rozšířené téma letecké bezpečnosti či jaderné bezpečnosti – Úmluva o fyzické ochraně jaderných materiálů, 26. 10. 1979), oblast lidských práv (např. Protokol k Úmluvě o ochraně lidských práv a základních svobod, 20. 3. 1952) a smlouvy řešící otázky mezinárodního obchodu (např. Úmluva OSN o smlouvách o mezinárodní koupi zboží, 11. 4. 1980). Mezi primární témata řadíme i zakládající a přístupové smlouvy v rámci mezinárodních organizací.

## Pravidla vytváření a schvalování multilaterálních dohod
Část pravidel multilaterálních dohod vychází z mezinárodních obyčejů, ale většina je již v dnešní době kodifikována. Nejlepším příkladem této kodifikace je Vídeňská úmluva o smluvním právu, která shrnuje základní pravidla uzavírání mezinárodních smluv.
Tradičně je námět dohody vznášen buď jednotlivým státem či více státy najednou. Konkrétní návrh, určený k dalšímu jednání, vytváří sekretariát či jiný orgán dané organizace popřípadě jeden ze států. Celý proces, který se zabývá vytvářením a projednáváním textu, bývá zakončen diplomatickou konferencí. 
Multilaterální dohody vytvářené v rámci mezinárodních konferencí potřebují pro schválení obsahu dokumentu dvoutřetinovou většinu přítomných a hlasujících států. Státy mají však rovněž možnost dle Vídeňské úmluvy užít odlišný předpis, pokud se na tom shodnou.
Pokud je dokument přijat, musí být rovněž ověřen. Proces ověření nazýváme autentifikace. Tento proces ukončuje možnost změny znění textu. Dokument však v této fázi ještě není pro smluvní strany závazný. Avšak jednotliví aktéři nesmí jednat v rozporu s daným textem.
Závaznost dokumentu přichází až s konečným souhlasem daného státu být smlouvou vázán a vstupem smlouvy v platnost. Stát je však povinen plnit povinnosti zavedené smlouvou až v okamžiku, kdy se ke smlouvě souhlasně vyjádří předem určený počet dalších smluvních aktérů.

## Struktura mnohostranné mezinárodní smlouvy
Na začátku mezinárodní smlouvy je preambule, která uvádí důvod vytvoření dokumentu. Preambule bývá jakousi slavnostní částí textu, ale i přesto je stejně důležitá jako ostatní části daného dokumentu. Preambule může být často i poměrně velmi obsažná jako v případě Smlouvy o založení Evropského hospodářského společenství (podepsána 25. 3. 1957, vstoupila v platnost 1. 1. 1958).
Navazuje část obsahová. Zde jsou uvedeny práva a povinnosti jednotlivých účastníků dohody. Smlouva je rozdělena do jednotlivých článků, které určují její význam. Často se v této části rovněž užívají podobné ustálené výrazy, které vycházejí z diplomatických zvyklostí.
Dále následují závěrečná ustanovení. Jednotným znakem této části textu je uvedení podmínek, za kterých smlouva vstupuje v platnost. Často je tento proces zajištěn pomocí ratifikačních listin. U multilaterálních smluv, které zakládají mezinárodní organizace, je nezbytně nutné uložení ratifikačních listin daným počtem států. Dalším bodem bývá uložení a registrace smluv. Záleží však na dohodě jednotlivých smluvních aktérů, zdali bude uložení (neboli depozitář) řešen přímo ve smlouvě či jiným způsobem. Depozitářem je buď vláda některého státu, která je touto úlohou pověřena ve smlouvě a nebo mezinárodní organizace. Příkladem státu, který se stal depozitářem, je Itálie. V italském vládním archivu byla uložena Athénská přístupová smlouva k EU z roku 2003.
Celý text smlouvy zakončují podpisy jednotlivých účastníků. Od Cášského kongresu v roce 1818 je u multilaterálních dohod zavedeno abecední pořadí podpisů jednotlivých signatářských zemí. Toto pravidlo však bylo již poprvé použito v roce 1815 na Vídeňském kongresu, který řešil mezinárodní vztahy v Evropě po ukončení napoleonských válek. Stejně tak mnohostranná mezinárodní jednání jsou organizována pomocí abecedy například zasedací pořádek jednotlivých účastníků jednání apod.
Co se týče jazyka textu, bývá použit smluvený oficiální jazyk dané konference či organizace. Původní znění jsou pak ve smlouvě jednoznačně určena.

## Vídeňská úmluva o smluvním právu
Vídeňská úmluva o smluvním právu je smluvní ujednání, které shrnuje mezinárodní smluvní právo, které bylo předtím upraveno pouze mezinárodním obyčejem. Obsah úmluvy je především souhrnem již vytvořených mezinárodních obyčejů. Úmluva se nevztahuje na smlouvy uzavřené pouze ústní formou. Smlouva stanovuje především podmínky uzavírání smluv a jejich vstup v platnost, dodržování a provádění mezinárodních smluv, změny smluv a rovněž podmínky, za kterých smlouva může zaniknout.
Úmluva byla přijatá 23. května 1969 a vstoupila v platnost 27. ledna 1980. Vytváření úmluvy bylo zahájeno v roce 1949. Vypracování zajišťovala Komise OSN pro mezinárodní právo.
Vídeňská úmluva o smluvním právu se skládá z 85 článků a příloh. Vymezuje základní terminologii a pravidla mezinárodních smluv. Neřeší však dohody mezi státy a mezinárodními organizacemi nebo mezi mezinárodními organizacemi navzájem, řeší pouze pravidla pro smlouvy mezi státy. Tyto smlouvy, kde je alespoň jedním smluvním aktérem mezinárodní organizace, upravuje Vídeňská úmluva o právu smluv mezi státy a mezinárodními organizacemi nebo mezi mezinárodními organizacemi navzájem z roku 1986.

## Vznik a vývoj multilaterálních smluv
Již ve středověku lze najít první zmínky o vytvoření multilaterálních dohod. V letech 1462–1464 navrhl český král Jiří z Poděbrad vytvoření mezinárodní organizace států v Evropě. Smyslem tohoto projektu mírové unie křesťanských států bylo nastolení mírových vztahů mezi evropskými panovníky. Nakonec vytvoření aliance zmařila papežská diplomacie. V tomto období můžeme také zaznamenat první pokusy o summitovou diplomacii. V roce 1355 se konal první středoevropský summit ve Visegrádě, jehož se účastnil český, polský a uherský panovník. Od 16. století až do začátku 19. století docházelo k uzavírání multilaterálních smluv minimálně.
V 19. století dochází k postupnému propojování jednotlivých částí světa. Mocnosti mezi sebou soupeřili jak o hegemonii v Evropě, tak i při dělení ostatních oblastí světa. Diplomatické aktivity se vyznačují velkým nárůstem bilaterálních a multilaterálních dohod. V září roku 1814 byl zahájen kongres ve Vídni, který představoval první celoevropský summit, účastnilo se ho přes 200 evropských monarchů a diplomatů. Kongres byl svolán za účelem řešit otázky nového uspořádání v Evropě. Hlavní slovo na kongresu měli čtyři vítězné mocnosti v napoleonských válkách – Rakousko, Rusko, Prusko a Velká Británie. Ještě před definitivní porážkou Napoleona, byl v roce 1815 přijat závěrečný dokument, ve kterém bylo zakotveno nové uspořádání v Evropě. Konečnou podobu pak toto uspořádání dostalo Vídeňským závěrečným aktem z května 1820. Další významná deklarace z tohoto období je např. Svatá aliance z roku 1815.
Během první světové války došlo k poklesu uzavírání multilaterálních dohod. Hlavním cílem diplomacie bylo upevnit spojenecké svazky, získat další spojence a oslabit alianční strukturu nepřítele. Ještě před vypuknutím války byla 20. 5. 1882 ve Vídni uzavřena mezi Rakouskem-Uherskem, Německem a Itálii vojensko-politická aliance Trojspolek. Na začátku první světové války Itálie smlouvu vypověděla a přistoupila na stranu Dohody. V září 1914 podepsala ruská, britská a francouzská vláda Londýnskou deklaraci, čímž se zavazovala, že neuzavře v průběhu války se státy Trojspolku separátní mír. O rok později se k deklaraci připojilo Japonsko a Itálie.
Po první světové válce vzrostl počet uzavřených multilaterálních dohod. Smlouvy začali vznikat především pod záštitou nově vzniklé Společnosti národů, která vznikla na základě podepsání jedné z nejvýznamnějších multilaterálních dohod Versailleské mírové smlouvy dne 28. 6. 1919 v Paříži. Jejím podpisem došlo k vytvoření mírových smluv s poraženými státy a tím i k ukončení první světové války. Další smlouva vypracovaná v rámci Společnosti národů je např. Ženevský protokol z roku 1924, který měl sloužit k pokojnému řešení mezinárodních sporů. Podle něho měly být spory předkládány Radě SN a válka měla být omezena jen k odražení agresora. Smlouva ale nikdy nevstoupila v platnost.
24. srpna 1941 byla v Londýně podepsána Atlantická charta. Jednalo se o prohlášení států bojujících proti nacistickému Německu. Atlantická charta se stala základem pro Deklaraci Spojených národů. Deklarace Spojených národů byla podepsána 1. ledna 1942 ve Washingtonu. 26 signatářských států se zavázalo, mimo jiné k pokračování v boji proti mocnostem Osy a k neuzavření separátního míru s těmito mocnostmi. Z této koalice států vznikla po ukončení druhé světové války Organizace spojených národů (OSN), na základě přijetí Charty OSN 50 státy dne 24. 10. 1945, kdy Charta vstoupila v platnost. Charta stanovuje zejména cíle a zásady činnosti OSN.
Od 40. let 20. století se také začali objevovat první multilaterální obchodní smlouvy. Jednou z prvních obchodních dohod byla Všeobecná dohoda o clech a obchodu (GATT), která byla podepsána 30. října 1947 v Ženevě 23 státy. Smlouva ustanovila základní pravidla mezi obchodujícími stranami. Jejím smyslem bylo prosazení svobodného obchodu a zabránění ekonomické diskriminace. V roce 1994 se transformovala ve Světovou obchodní organizaci (WTO). V 50. a 60. letech došlo k velkému vzrůstu multilaterálních obchodních smluv, jejímž prostřednictvím byly zakládány hlavně různé mezinárodní či mezivládní organizace např. Mezinárodní skupina pro olovo a zinek (MSSOZ), nebo Mezinárodní organizace pro kakao (ICCO).
V důsledku druhé světové války došlo k novému mocenskému uspořádání ve světě, ve kterém hrály hlavní úlohu USA a SSSR. Napjatá situace mezi mocnostmi výrazně ovlivňovala světovou politiku. Z obav přes sovětskou expanzí západoevropské země (Francie, Velká Británie, Belgie, Nizozemsko a Lucembursko) reagovali v březnu 1948 uzavřením Bruselského paktu. Tato smlouva o hospodářské, sociální a kulturní spolupráci a kolektivní sebeobraně vedla signatářské země k prohloubení vzájemných vztahů a také k poskytnutí vojenské pomoci v případě napadení některého z členů. Uzavřením Bruselského paktu vznikla organizační struktura nazývána Západní unie. 4. dubna 1949 byla ve Washingtonu podepsána smlouva, která ustanovila Organizaci severoatlantické smlouvy (NATO). Spolu s tím byl započat proces evropské integrace.
Na druhé straně proti integraci Západu byla namířena sovětská politika. Jako nástroj ekonomické dominance v rámci východního bloku vznikla v roce 1949 v Moskvě Rada vzájemné hospodářské pomoci. 14. května 1955 byla ve Varšavě podepsána všemi státy východního bloku Varšavská smlouva. Vznikla na základě podpisu Smlouvy o přátelství, spolupráci a vzájemné pomoci. Smlouva zanikla po rozpadu sovětského bloku 1. 7. 1991 podpisem protokolu v Praze.
Změny ve střední a jihovýchodní Evropě na přelomu 80. a 90. let vedli k zásadní proměně mezinárodních vztahů. Po rozpadu Sovětského svazu skončila studená válka a tím i bipolární rozdělení světa. Od té doby lze zaznamenat růst konferenční a summitové diplomacie a také preventivní diplomacie s důrazem na problematiku lidských práv.
19. listopadu 1990 v Paříži uzavřelo šestnáct států NATO a šest států Varšavské smlouvy Smlouvu o konvenčních ozbrojených silách v Evropě (CFE). Smlouva určila množství zbraňových komplexů, aby nemohlo dojít k neočekávanému útoku druhé strany. 21. prosince 1992 Československo, Polsko a Maďarsko podepsaly Dohodu o zóně volného obchodu ve střední Evropě (CEFTA), která sloužila ke vzájemné obchodní spolupráci. Obdobou CEFTA byla Baltická zóna volného obchodu (BAFTA). Se svými členskými zeměmi Litvou, Lotyšskem a Estonskem zanikla, vstupem výše uvedených států do EU.

## Nejdůležitější multilaterální dohody EU
Tak jako každé integrační uskupení, tak i Evropská unie prochází od svého počátku určitými stádii vývoje. Nejprve to byla společnost šesti států, které se dohodly na společné výměně zboží a osob. Tato myšlenka se osvědčila. Byly k ní během let postupně přibírány další státy (v současné době je to již 28 států). To s sebou přinášelo nutnost řešení problémů vyplývajících z tohoto sdružení. A tak vznikaly multilaterální dohody, které se snažily formou smluv řešit záležitosti mezi jednotlivými zeměmi EU. Ve skutečnosti je celá Evropská unie založená na multilaterálních smlouvách. Zakládajícími smlouvami Evropské unie byly Římské smlouvy, které byly podepsány v roce 1957. Na základě těchto smluv vzniklo Evropské hospodářské společenství (EHS) a Evropské společenství pro atomovou energii (Euroatom). Níže uvedené multilaterální dohody jsou také důležitými milníky vývoje Evropské unie.
Schengenská smlouva
Hlavním cílem této smlouvy bylo usnadnění volného trhu států Evropské unie, což znamenalo také volný pohyb osob a zboží mezi jednotlivými státy. Ovšem bylo nutno vyřešit spoustu legislativních problémů (pohyb osob a zboží, imigrační politika atd.) Zároveň s tím souvisel problém vnější ochrany hranic – čím více byl volnější pohyb osob a zboží uvnitř EU, o to bylo nutno zabezpečit vnější hranice EU. Na základě toho vznikla Schengenská smlouva. Tato smlouva byla podepsána 14. června 1985 v lucemburském Schengenu. Je to smlouva o postupném odstraňování pasových a celních kontrol na společných vnitřních hranicích Evropské unie. Na této smlouvě se dohodli vlády států hospodářské unie Beneluxu, Francouzské republiky a Spolkové republiky Německo. Ostatní státy se součástí této smlouvy mohou stát až po splnění podmínek, které Schengenská smlouva uvádí a následně po schválení Rady Evropské unie.
Maastrichtská smlouva (Smlouva o Evropské unii)
Během let se zvyšovaly tlaky na zvýšení pravomocí Evropského parlamentu a na lepší spolupráci vlád jednotlivých států EU. Přes poměrně velký odpor euroskeptiků byla prosazena Maastrichtská smlouva, která podstatnou měrou zvýšila pravomoci Evropského parlamentu a jednotlivých orgánů EU. Tato smlouva byla podepsána dne 7. února 1992 v Maastrichtu. Vstoupila v účinnost dne 1. listopadu 1993 a díky ní vznikla Evropská unie jako instituce. Jde o smlouvu o rozvíjení těsné spolupráce v oblasti vnitra, taktéž justice a navazuje na Schengenskou dohodu. V této smlouvě jsou také obsaženy otázky, jako jsou pravidla upravující překračování vnějších hranic členských států a provádění kontrol na nich, azylová politika, přistěhovalecká politika a politika týkající se státních příslušníků třetích zemí, justiční spolupráce v občanskoprávních věcech, celní spolupráce, policejní spolupráce (Europol – zřízena evropská policejní jednotka), justiční spolupráce v trestních věcech a boj proti podvodům v mezinárodním měřítku.
Lisabonská smlouva
Je logickým pokračováním Maastrichtské smlouvy a ukazuje jak postupně bylo nutno řešit další problémy spolupráce a vzájemné pomoci mezi jednotlivými státy EU. Tato smlouva novelizovala stávající evropské zakládající smlouvy. Její celý název je Lisabonská smlouva pozměňující Smlouvu o Evropské unii a Smlouvu o založení Evropského společenství. Původní smlouvy však dále zůstávají v pozměněné podobě platné. V době přijetí Lisabonské smlouvy byla také nazývána Reformní smlouvou. Tento dokument byl podepsán 13. prosince 2007 v Lisabonu a vstoupila v účinnost dne 1. prosince 2009. Hlavním cílem Lisabonské smlouvy bylo reformovat instituce Evropské unie a jejich fungování.

## OSN
Základní dokument ke vzniku Organizace spojených národů - Charta OSN byla podepsána 26. 6. 1945 a jedná se multilaterální smlouvu, která je (za jistých podmínek) otevřena všem. Je tvořena celkem 111 články, které jsou rozděleny do 19 kapitol. Zakládajících členů bylo 51. V platnost vešla 24. 10. 1945 po ratifikaci původních pěti členů Rady bezpečnosti – Číny, Francie, SSSR, Velké Británie, USA a většiny ostatních signatářů. Jedná se o soubor pravidel, která vysvětlují práva, povinnosti, postupy fungování všech členských států a určují, co je třeba udělat, aby dosáhly cílů, jež si stanovily. Organizace spojených národů je jediná celosvětová organizace na světě, jejíž šířka působnosti zasahuje snad do každého odvětví problémů, které mohou jednotlivé státy postihnout a snaží se je řešit, ale i jim předcházet množstvím dohod mezi zeměmi.
Charta výslovně uvádí, že závazky vůči ní mají přednost před závazky z jiných multilaterálních dohod. Členské země, které jsou touto smlouvou zavázány, se musí řídit určitými cíli a zásadami, jež jsou v chartě definované. Týkají se především spolupráce při řešení mezinárodních ekonomických, sociálních, ekonomických a humanitárních otázek a podpoře základních lidských práv a svobod. Chartu Organizace spojených národů lze pozměnit hlasováním Valného shromáždění, pokud se pro vysloví dvoutřetinová většina členů a změnu ratifikují dvě třetiny členských států OSN, včetně pěti stálých členů Rady bezpečnosti. Doposud byly pozměněny čtyři články Charty, jeden z nich dvakrát. Jako multilaterální dohoda tato smlouva kodifikuje základní principy mezinárodních vztahů od suverenity a rovnosti mezi státy až po zákaz užití síly při řešení mezinárodních sporů.
Významné multilaterální dohody v rámci OSN
Ústava světové zdravotnické organizace – v platnosti od 7. 8. 1948, čímž byla založena WHO jako taková. Ústava byla vypracována na mezinárodní zdravotnické konferenci, která byla svolána na základě usnesení Hospodářské a sociální rady OSN. Kromě ústavy byl vypracován i závěrečný akt a podmínky pro zřízení komise Světové zdravotnické organizace. Všechny země, které jsou členy OSN, jsou způsobilé pro členství ve WHO.
Úmluva o zabránění a trestání zločinu genocidia – v platnosti od 12. 1. 1951 přijata však Valným shromážděním OSN už na konci roku 1948. Genocida byla poprvé definována v právním smyslu. Všem zúčastněným zemím je doporučeno, aby v době války i míru byly tyto činy trestány a bylo jim bráněno.
Mezinárodní úmluva o potlačení a trestání zločinu apartheidu – v platnosti od 18. 7. 1976. Podepsána na konferenci v New Yorku. Z důvodu politiky, která užívá praktiky rasové segregace a diskriminace, jež byla viděna ve státech střední a jižní Afriky, byl tento zločin definován jako nehumánní čin páchaný za účelem zřízení a provozování nadvlády jedné rasové skupiny osob nad jinou rasovou skupinou osob a systematicky tyto osoby utlačovat. Země, které ratifikovaly tuto úmluvu, se zavázaly přijmout legislativní opatření, nutná k potlačení tohoto zločinu.
Úmluva o ochraně světového kulturního a přírodního dědictví – v platnosti od 17. 12. 1975. Podepsána na konferenci UNESCO v Paříži. Jedná se o nejdůležitější multilaterální dohodu k ochraně světového dědictví. Podle této úmluvy jsou smluvní státy, na jejichž území se dané památky nachází, zavázány jejich ochranou. Na seznamu se nacházejí jak přírodní úkazy, tak objekty vytvořené lidskou činností.
Rámcová úmluva OSN o změně klimatu – v platnosti od 21. 3. 1994. Podepsána na konferenci v Rio de Janeiru. Cílem je stabilizovat koncentraci skleníkových plynů v atmosféře. V současnosti se jedná o jedinou strategii týkající se klimatu s mezinárodní platností.